# Municipio de San Cristóbal Amatlán
El municipio de San Cristóbal Amatlán (del náhuatl: amatl, tlan ‘amate, lugar’‘Entre los amates’) es uno de los 570 municipios que conforman al estado mexicano de Oaxaca. Pertenece al distrito de Miahuatlán, dentro de la región sierra sur. Su cabecera es la localidad de San Cristóbal Amatlán.

## Geografía
El municipio abarca 110.40 km² y se encuentra a una altitud promedio de 1700 m s. n. m., oscilando entre 3100 y 1400 m s. n. m.

## Demografía
De acuerdo al último censo, realizado por el INEGI en 2010, en el municipio habitan 5024 personas, repartidas entre 6 localidades.